# Floridaente
Die Floridaente (Anas fulvigula) ist ein Entenvogel, der zu den Schwimmenten gerechnet wird. In der Literatur werden gewöhnlich zwei Unterarten angegeben, doch ist diese Unterteilung in Unterarten nach wie vor umstritten.
Floridaenten gelten nicht als bestandsbedroht, obwohl sie insbesondere in Florida einen großen Teil ihrer Lebensräume verloren haben. So wurden in Florida zwischen 1975 und 1985 etwa 116.000 Hektar Feuchtgebiete in Agrar- beziehungsweise Siedlungsflächen umgewandelt. Trotz dieses Lebensraumverlusts sind die Zahlen der Floridaente zwischen 1985 und 1993 stabil geblieben. Als größere Bedrohung für diese Art gilt die Einführung der Stockente in Florida. Sie wird dort teils als Ziergeflügel gehalten, aber auch zu Jagdzwecken ausgewildert. Die Stockente ist mit der Floridaente nahe verwandt und kreuzt sich sehr schnell mit ihr.

## Erscheinungsbild
Die Floridaente, die keinen Geschlechtsdimorphismus aufweist, ähnelt sehr dem Weibchen der Stockente. Die Körperlänge ausgewachsener Floridaenten beträgt 55 Zentimeter. Sie sind damit etwas kleiner als Stockenten und dunkler als diese gefärbt. Der Kopf ist einfarbig und am Schwanz findet sich kein Weiß. Ähnlichkeit besteht auch zur nordamerikanischen Dunkelente; diese ist allerdings dunkler im Federkleid und weist einen purpurfarbenen Flügelspiegel auf.
Das Körpergefieder der Floridaente ist mittel- bis dunkelbraun. Die Körperfedern weisen einen verhältnismäßig breiten hellbraunen Saum auf, was der Ente ein geschupptes Aussehen verleiht. Die Wangen und die Kehle sind hellbraun. Bei einigen Individuen sind sie fein gestrichelt, bei anderen Individuen fehlt diese Strichelung. Der Flügelspiegel ist grünblau und weist bei den meisten Individuen keine weiße Einfassung auf. Der Schnabel ist leuchtend gelb mit einem auffällig schwarzen Schnabelnagel. Bei den Weibchen kann die Schnabelfärbung etwas matter wirken. Die Beine sind orange, die Augen braun. Ein saisonaler Dimorphismus fehlt. Jungenten gleichen den Adulten, doch ist bei ihnen die Federzeichnung noch nicht so ausgeprägt.
Die Küken weisen große Ähnlichkeit mit den Küken der Stockente auf. Sie sind auf der Oberseite jedoch eher olivbraun und die gelblichen Körperpartien sind etwas matter als bei dieser Art. Die Küken haben vier braungelbe Farbflecken auf dem Rücken, einen auffälligen dunklen Augenzügel und einen dunklen Ohrfleck. Die Beine, Füße und der Schnabel sind schwarz.

## Verbreitung

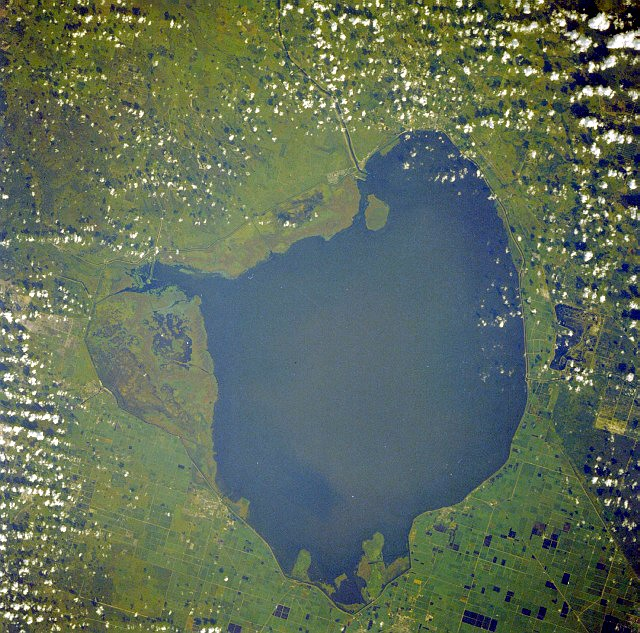
Der Okeechobeesee, der einen der Verbreitungsschwerpunkte der Art darstellt

Es werden zwei Populationen der Floridaente unterschieden. Die eine Population, die gelegentlich als Unterart Anas fulvigula maculosa bezeichnet wird, lebt an der Küste des Golfs von Mexiko zwischen Alabama und Tamaulipas, Mexiko. Außerhalb der Fortpflanzungszeit wandern einzelne Enten dieser Population weiter nach Süden und erreichen dann auch Veracruz. Die zweite Population – in einem Teil der Literatur als Nominatform Anas fulvigula fulvigula eingestuft – besteht aus Standvögeln Floridas, die gelegentlich nordwärts bis in den US-Bundesstaat Georgia wandern. Dieses disjunkte Verbreitungsmuster entspricht dem der Kanadakraniche, die in historischer Zeit noch in dieser Region vorkamen. Die höchste Verbreitungsdichte hat diese Population am Okeechobeesee. Dieser See liegt im südlichen Teil Floridas zwischen den Städten Orlando und Miami; er ist rund 56 km lang, bis zu 48 km breit und umfasst eine Wasserfläche von etwa 1890 km².

## Bestand
Die westliche Population fluktuiert in Abhängigkeit von den Lebensraumbedingungen entlang der Golfküste. In Jahren, in denen reichliche Regenfälle und damit ausreichende Brutgewässer vorhanden sind, kann die Herbstpopulation 200.000 bis 250.000 Individuen betragen. In den letzten Dekaden hat sich diese Population sogar weiter nach Norden ausgebreitet, wobei sie vor allem Reisanbauflächen als Brutgewässer nutzt. Die östliche Population ist wesentlich kleiner und wird auf 56.000 Enten in Florida geschätzt.

## Lebensraum und allgemeine Verhaltensweisen
Die Floridaente bewohnt sowohl Süß- als auch Brackgewässer. Dazu zählen Teiche, Sumpfgebiete, größere Viehtränken, überschwemmte Felder und Reisanbaugebiete. Auch Inseln vor der Küste werden besiedelt, sofern sie geeignete Bedingungen bieten.
Von allen Schwimmenten Nordamerikas ist die Floridaente die Art, die die kleinsten Schwärme bildet. Zwischen Februar und Juli leben die Tiere meistens paarweise. In der Zeit von September bis Oktober, wenn die postnuptiale Mauser abgeschlossen ist, kommen an sehr nahrungsreichen Gewässern bis zu 3.000 Floridaenten vor. Im November haben sich diese Schwärme allerdings schon wieder in kleinere Trupps aufgeteilt.

## Nahrung
Zwischen September und Februar verbringen Floridaenten etwa 43 Prozent ihrer Zeit mit Nahrungssuche. Die Nahrungszusammensetzung ist abhängig vom Lebensraum und der Jahreszeit, besteht aber überwiegend aus pflanzlicher Nahrung. Dazu zählen die Samen von Gräsern und Seggen, sowie die Stängel, Blätter und Wurzeln von Wasserpflanzen. Zur animalischen Nahrung der Floridaenten zählen Mollusken, Insekten, Krustentiere und Fische. Fische können sogar saisonabhängig den größten Teil der Nahrung darstellen. Das gilt vor allem für die Zeit der Mauser.

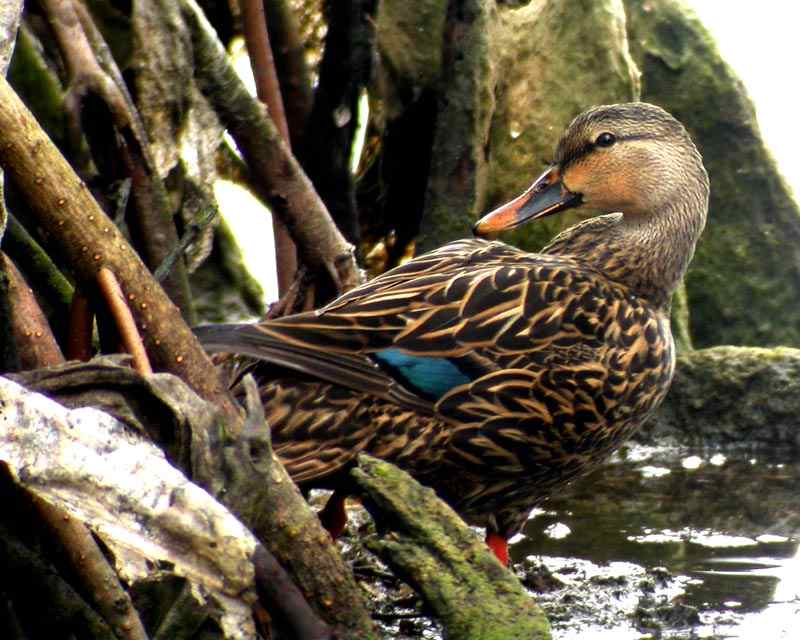
Nominatform der Floridaente

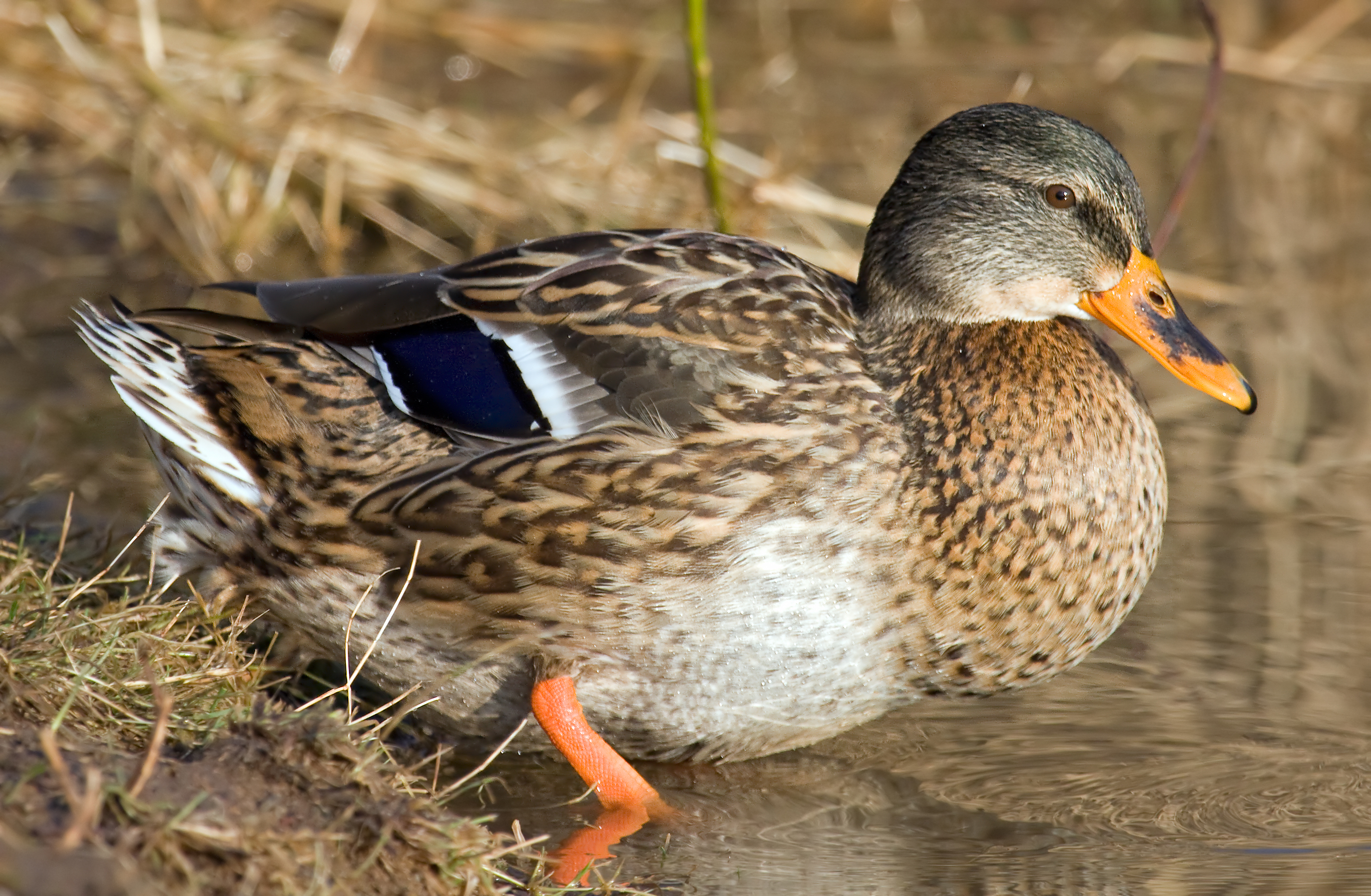
Weibchen der Stockente. Bei dieser ist der Flügelspiegel weiß eingefasst

Floridaenten suchen vor allem in Gewässertiefen von weniger als 30 Zentimetern nach Nahrung, wobei sie Stellen bevorzugen, an denen Pflanzen aus dem Wasser herausragen. Sie durchfiltern das Substrat oder suchen an der Wasseroberfläche nach Nahrung, während sie entweder auf dem Wasser schwimmen oder in niedrigem Wasser stehen.

## Fortpflanzung
Die Floridaente ist eine saisonal monogame Entenart. Die Paarbindung währt über eine Zeitdauer von drei bis sechs Monaten. Die Paarbindung beginnt ab August; im September sind bereits etwa 71 Prozent aller Weibchen verpaart, im Januar beträgt diese Zahl 96 Prozent und im Februar ist die Paarbindung abgeschlossen.
Die ersten Nester werden ab Januar gebaut. Die Fortpflanzungszeit zieht sich bis in den August hinein, ihr Höhepunkt liegt jedoch im März und April. Die Nester werden am Boden zwischen dichter Vegetation errichtet. Die Nestdichte kann bis zu drei Nester je Hektar betragen. Der Legeabstand beträgt jeweils ein Ei. Nach der Ablage des fünften bis sechsten Eis wird die Nestmulde mit Daunen ausgepolstert. Das Vollgelege weist sieben bis vierzehn Eier auf; der Durchschnitt beträgt 10,4 Eier. 95 bis 96 Prozent aller Eier sind befruchtet. Es brütet allein das Weibchen. Die Brutzeit beträgt im Durchschnitt 26 Tage. Während der Brutzeit verbringt das Weibchen durchschnittlich 83 Prozent seiner Zeit auf dem Gelege. Das Männchen bleibt bis zum Beginn der Brutzeit in der Nähe des Weibchens, dann lockert sich die Paarbindung. Ab etwa Ende Juli versammeln sich die Männchen in kleinen Schwärmen und durchlaufen die postnuptiale Mauser.
Aus 28 bis 74 Prozent der Gelege schlüpfen Küken. Diese große Bandbreite des Gelegeerfolgs hängt vom Neststandort ab und wie groß dort die Dichte an Beutegreifern ist. Floridaenten reagieren auf Gelegeverlust mit erneutem Brutbeginn. Dies kann bis zu fünf Mal je Fortpflanzungsperiode eintreten.
Die Küken reagieren auf eine zu hohe Salinität des Gewässers empfindlich (Salzgehalt größer als 12 ppm). In Brackwassergebieten zeigen sie eine geringere Wachstums- und eine höhere Mortalitätsrate als in Süßwassergebieten. Bis etwa zum 21. Lebenstag ernähren sie sie sich ausschließlich von Wirbellosen. Mit 45 bis 56 Tagen können sie Beutegreifern schon fliegend entkommen. Ab dem 63. bis 70. Lebenstag sind sie in der Lage, auch längere Strecken fliegend zurückzulegen.
Die älteste wildlebende Floridaente erreichte ein Lebensalter von 13 Jahren. Die durchschnittliche Lebenserwartung liegt jedoch deutlich darunter. Flügge gewordene männliche Floridaenten haben eine Lebenserwartung von 2,5 Jahren. Die der Weibchen ist etwas niedriger, da sie während der Brutzeit einem höheren Risiko ausgesetzt sind, einem Beutegreifer zum Opfer zu fallen. Bei ihnen beträgt die Lebenserwartung nur 1,4 Jahre.

## Systematik
DNA-Untersuchungen legen nahe, dass die Floridaente am nächsten mit der Dunkelente verwandt ist. Anders als lange Zeit unterstellt, ist der Verwandtschaftsgrad mit der Stockente dagegen nicht so hoch. Die DNA-Analysen belegen auch, dass die beiden Populationen infolge ihres kleinen Verbreitungsgebietes und ihrer geringen Wanderungsneigung sich genetisch voneinander unterscheiden.
Wie bei einer Reihe von Schwimmenten ist die Floridaente in der Lage, sowohl mit der Dunkelente als auch der Stockente fortpflanzungsfähigen Nachwuchs zu zeugen. Ersteres ist wohl immer zu einem gewissen Grade vorgekommen. Einzelne Individuen der ziehenden Dunkelente überwintern im Verbreitungsgebiet der Floridaente und ziehen gelegentlich im Frühjahr nicht wieder in ihre im Norden liegenden Brutgebiete zurück. Mit diesen Dunkelenten kam es durchaus auch zu Verpaarungen. Dies geschah aber so selten, dass die Art als solche erhalten blieb. Die Verpaarungen mit der eingeführten Stockente werden dagegen als kritisch eingestuft. In Kombination mit Lebensraumverlust durch Umwandlung der Feuchtgebiete und der Auswirkung der Klimaerwärmung auf die Feuchtgebiete im Süden Nordamerikas kann die Einkreuzung der Stockente zu einem vollständigen Verlust der Art führen.